# Петрів Ігор Олексійович
І́гор Олексі́йович Пе́трів (нар. 13 жовтня 1967, Лахденпохья, СРСР — пом. 12 липня 2014, Маринівка, Україна) — український офіцер, майор Державної прикордонної служби України. Загинув в ході антитерористичної операції поблизу села Маринівка (Донецька область).

## Життєпис
Ігор Петрів народився у містечку Лахденпохья в Карелії. Після закінчення школи був викликаний для проходження строкової військової служби. Опісля залишився служити за контрактом і потрапив у 76-й гвардійський танковий полк 20-ї танкової дивізії Північної групи військ, що на той час дислокувався на території Польщі. У 1991 році полк перевели з Польщі на Черкащину, а з 1 травня 1992 року передали в розпорядження Державного комітету у справах охорони державного кордону України, де Ігор Петрів і продовжив свою службу.
У 1994 році Ігор Петрів закінчив Інститут прикордонних військ України та повернувся до навчального центру в Оршанці у званні лейтенанта. Дослужився до звання майора. У оршанецькому навчальному центрі працював старшим викладачем групи спеціальної вогневої підготовки. У 2002 та 2011 роках був відзначений Адміністрацією ДПС України медалями «За бездоганну службу» II та І ступеня.
З перших днів війни на сході України у 2014 році перебував на передовій у складі мотоманеврової групи, до цього займався охороною кордону в районі Чонгару. 12 липня 2014 року загинув у зоні проведення АТО під час повернення до прикордонного табору після транспортування тіла загиблого полковника Ігоря Момота. Транспорт супроводу підірвався на міні поблизу села Маринівка. Поховано майора Петріва в селі Геронимівка, що на Черкащині. Після смерті в нього залишилися дружина та донька.

## Вшанування пам'яті
У селі Руська Поляна на честь Ігоря Петріва назвали вулицю. Відтепер вона називається «Вулиця Майора Петріва».

## Відзнаки та нагороди
- Орден «За мужність» III ступеня (2014, посмертно)[6]
- Медаль «За бездоганну службу» I ступеня (2011)
- Медаль «За бездоганну службу» II ступеня (2002)
- Почесна відзнака «За заслуги перед Черкащиною» (2014, посмертно)
- 17 листопада 2016 року — відзнака «Почесний громадянин міста Черкаси»[7]